# Wufengshan
Wufengshan (kinesiska: 五峰山街道, 五峰山) är en socken i Kina. Den ligger i provinsen Shandong, i den östra delen av landet, omkring 29 kilometer sydväst om provinshuvudstaden Jinan. Antalet invånare är 27378. Befolkningen består av 13 668 kvinnor och 13 710 män. Barn under 15 år utgör 16,0 %, vuxna 15-64 år 72 %, och äldre över 65 år 11,0 %.
Genomsnittlig årsnederbörd är 814 millimeter. Den regnigaste månaden är juli, med i genomsnitt 274 mm nederbörd, och den torraste är januari, med 7 mm nederbörd.